# Међународно првенство Бризбејна 2009 — женски парови
Бризбејн интернашонал 2009. — женски парови (енгл. Brisbane International) је први професионални ВТА тениски турнир у 2009. Игра се на у Бризбејну (Аустралија) од 4. до 11. јануара на отвореним теренима Тениског центра са тврдом подлогом, за наградни фонд од 220.000 долара. Победнице освајају 280 ВТА бодова и награду од 11.000 долара, а финалисти 200 бодова и 5.750 долара. Учествују 16 парова са играчицама из 18 земаља.
Победнице су немачко амерички пар Ана Лена Гренефелд и Ванја Кинг које су у финалу савладали пољски пар Клаудија Јанс и Алисија Росолски 2:1 (3:6, 7:5, 5:10). Овом побадеом Ана Лена Гренефелд је освојила своју 9 ВТА титулу у игри парова а Ванја Кинг седму.

## Списак носилаца
| # | Пар                                                              | Резултат успешности | Резултат успешности                                       |
| - | ---------------------------------------------------------------- | ------------------- | --------------------------------------------------------- |
| 1 | Кара Блек Зимбабве (2) · Лизел Хубер Сједињене Државе            | четвртфинале        | Данијела Хантухова Словачка · Ај Сугијама Јапан           |
| 2 | Аљона Бондаренко {21} · Катарина Бондаренко Украјина             | четвртфинале        | Ана Лена Гренефелд Немачка · Ванја Кинг Сједињене Државе  |
| 3 | Викторија Азаренка Белорусија (44) · Франческа Скијавоне Италија | четвртфинале        | Клаудија Јанс · Алисија Росолски Пољска                   |
| 4 | Тјентјен Сун (48) · Ци Јен Кина                                  | четвртфинале        | Мервана Југић Салкић Босна и Херцеговина · Пенг Шуај Кина |

Број у загради је место на ВТА листи пре почетка турнира

## Осмина финала
6 и 7. јануар
| бр. меча | 1. пар! Резултат                                                | 2. пар            |                                                         |
| -------- | --------------------------------------------------------------- | ----------------- | ------------------------------------------------------- |
| 1.       | Кара Блек Зимбабве (1) · Лизел Хубер Сједињене Државе           | 6:3, 6:3          | Северин Бремон Француска · Олга Говорцова Белорусија    |
| 2.       | Софија Фергусон (ВК) · Моника Веџнер Аустралија                 | 2:6, 3:6          | Данијела Хантухова Словачка · Ај Сугијама Јапан         |
| 3.       | Викторија Азаренка Белорусија (3) · Франческа Скијавоне Италија | 6:3, 6:2          | Татјана Путчек Белорусија · Анастазија Родионова Русија |
| 4.       | Клаудија Јанс · Алисија Росолски Пољска                         | 6:1, 6:3          | Луција Шафарова Чешка · Галина Воскобојева Казахстан    |
| 5.       | Мервана Југић Салкић Босна и Херцеговина · Пенг Шуај Кина       | 6:1, 6:4          | Акгул Аманмурадова Узбекистан · Јулијана Федак Украјина |
| 6.       | Ивета Бенешова Чешка · Јарослава Шведова Казахстан              | 6:3, 6:7(12),6:10 | Тјентјен Сун (4) · Ци Јен Кина                          |
| 7.       | Ана Лена Гренефелд Немачка · Ванја Кинг Сједињене Државе        | 6:4, 6:3          | Жили Коен Француска · Мелинда Цинк Мађарска (замема)    |
| 8.       | Алиса Клејбанова Русија · Моника Никулеску Румунија             | 6:3, 4:6. 7:10    | Аљона Бондаренко {2} · Катарина Бондаренко Украјина     |

Број у загради иза имена је број носиоца,
КВ - из квалификација
ВК - Вајлд кард

## Четвртфинале
7 и 8. јануар
| бр. меча | 1. пар                                                          | Резултат       | 2. пар                                              |
| -------- | --------------------------------------------------------------- | -------------- | --------------------------------------------------- |
| 1.       | Кара Блек Зимбабве (1) · Лизел Хубер Сједињене Државе           | 5:7, 6:3, 3:10 | Данијела Хантухова Словачка · Ај Сугијама Јапан     |
| 2.       | Викторија Азаренка Белорусија (3) · Франческа Скијавоне Италија | предаја        | Клаудија Јанс · Алисија Росолски Пољска             |
| 3.       | Мервана Југић Салкић Босна и Херцеговина · Пенг Шуај Кина       | 6:4, 3:6, 10:7 | Тјентјен Сун (4) · Ци Јен Кина                      |
| 4.       | Ана Лена Гренефелд Немачка · Ванја Кинг Сједињене Државе        | 6:1, 6:3       | Аљона Бондаренко {2} · Катарина Бондаренко Украјина |

## Полуфинале
8. јануар
| бр. меча | 1. пар                                                    | Резултат | 2. пар                                                   |
| -------- | --------------------------------------------------------- | -------- | -------------------------------------------------------- |
| 1.       | Данијела Хантухова Словачка · Ај Сугијама Јапан           | 3:6, 4:6 | Клаудија Јанс · Алисија Росолски Пољска                  |
| 2.       | Мервана Југић Салкић Босна и Херцеговина · Пенг Шуај Кина | предаја  | Ана Лена Гренефелд Немачка · Ванја Кинг Сједињене Државе |

## Финале
9. јануар
| бр. меча | 1. пар                                  | Резултат       | 2. пар                                                   |
| -------- | --------------------------------------- | -------------- | -------------------------------------------------------- |
| 1.       | Клаудија Јанс · Алисија Росолски Пољска | 6:3, 5:7, 5:10 | Ана Лена Гренефелд Немачка · Ванја Кинг Сједињене Државе |